# Мурав'янка сиза
Мурав'янка сиза (Oneillornis salvini) — вид горобцеподібних птахів родини сорокушових (Thamnophilidae). Мешкає в Амазонії. Вид названий на честь англійського натураліста Осберта Селвіна.

## Поширення і екологія
Сизі мурав'янки мешкають на сході Перу (на південь від Амазонки, на схід вілд Укаялі, на південь до басейну річки Мадре-де-Дьйос), на південному заході Бразильської Амазонії (на захід від Мадейри, на південь до Акрі) і на заході центральної Болівії. Вони живуть в підліску вологих рівнинних тропічних лісів. Зустрічаються переважно на висоті до 450 м над рівнем моря. Сизі мурав'янки слідують за бродячими мурахами, живлячись комахами та іншими безхребетними, що тікають від мурах. 